# Ligne Kŭmgangsan
 (janvier 2022).
Si vous disposez d'ouvrages ou d'articles de référence ou si vous connaissez des sites web de qualité traitant du thème abordé ici, merci de compléter l'article en donnant les références utiles à sa vérifiabilité et en les liant à la section « Notes et références ».
La ligne ferroviaire Jeunesse de Kŭmgangsan (coréen : 금강산청년선), dite aussi ligne ferroviaire des montagnes de diamant, est une ligne de chemin de fer de Corée du Nord, longeant la côte de la province de Kangwon au Sud-Est du pays. Elle s'étend actuellement sur près de 42 km depuis la gare de arrondissement d'Anbyŏn jusqu'à celle de Kamho dans l'arrondissement de Kosong.

## Caractéristiques

### Gares
- Anbyŏn (안변역)
- Ogye (오계역)
- Jeunesse de Sangum (상음청년역)
- Lac Tongchŏng·(동정호역)
- Myŏnggo (명고역)
- Fleuve côtier Kumbong (금봉강역)
- Lac Sichung (시중호역)
- Tongchŏn (통천역)
- Tonghae (동해역) ou Mer de l'Est
- Sindae (신대역)
- Ryŏmsŏng (렴성역)
- Tupo (두포역) ou Port des haricots
- Namae (남애역)
- Kosŏng (고성역)
- Jeunesse de Kŭmgangsan (금강산청년) ou Montagnes de diamant
- Samilpo (삼일포역) ou Port des trois jours
- Kamho (감호역)